# Rimouski
Rimouski es una ciudad canadiense de la provincia de Quebec situada en el municipio regional de condado de Rimouski-Neigette en la región administrativa de Bas-Saint-Laurent. Se encuentra a aproximadamente 325 km al noreste de la ciudad de Quebec. Agrupa alrededor a de 47.000 habitantes (una cuarta parte de ellos, estudiantes), sobre la orilla meridional del estuario del río San Lorenzo, y ofrece varios atractivos turísticos. Con su nueva sala de espectáculos y la ampliación del barrio industrial, que acoge de numerosos grandes almacenes, la vocación de Rimouski como ciudad de servicios se confirma.

## Geografía

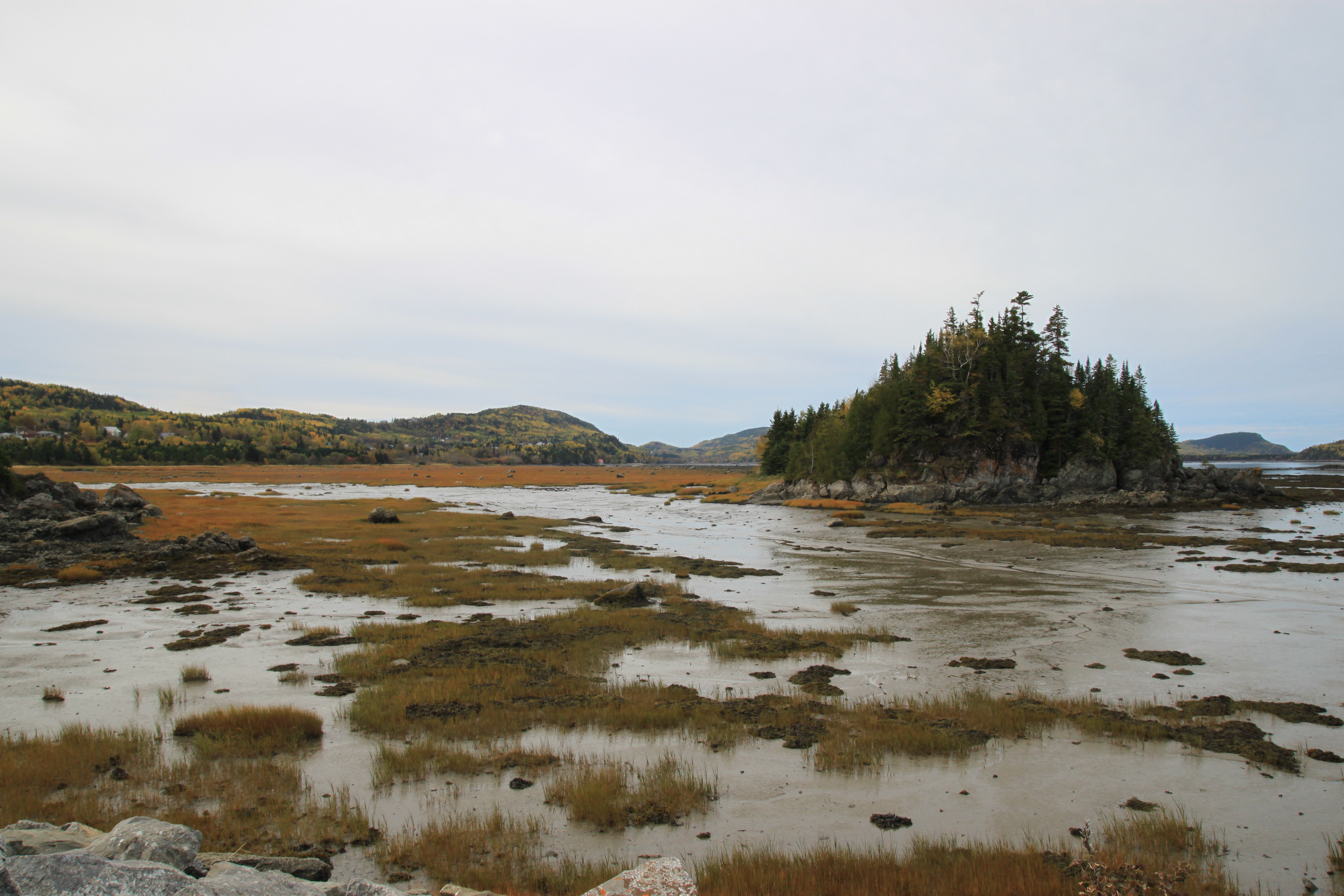
Vista general del parque nacional de Bic

15 km al oeste de Rimouski encontramos el parque nacional de Bic. El parque tiene una superficie de 33,2 km².
El parque nacional es el hogar de una fauna variada. El parque cuenta con una de las mayores densidades de puercoespín Latina y Eider Común del continente. Destaca en este parque un observatorio de foca común.

## Historia

blasón de René Lepage de Sainte-Claire, señor fundador de Rimouski 1696-1718

Fue fundada por René Lepage, señor de Sainte-Claire, en 1696. Originario de Ouanne, en Borgoña, que intercambió una tierra que poseía en la isla de Orleans a Augustin Rouer de La Cardonnière, contra el Señorío de Rimouski. Este último era su propietario desde 1688, pero nunca se estableció allí. René Lepage instaló a toda su familia a Rimouski. Su familia puso sus tierras en valor hasta hacia los años 1780, tiempo en que estas tierras se venden progresivamente a un comerciante de Quebec, Joseph Drapeau.
El 6 de mayo de 1950, Rimouski fue el teatro de un incendio que destruyó 319 casas. Se llama a este acontecimiento "la noche roja". El fuego comenzó en la empresa maderera Price Brothers and Company sobre la orilla occidental del río Rimouski, y en poco tiempo se extendió a la ciudad debido a los fuertes vientos . No hubo víctimas humanas en el incendio.

## Cultura y deportes
Rimouski tiene una rica vida cultural. Cada año acoge el Festi Jazz Internacional de Rimouski y el Carrusel internacional de cine de Rimouski, un festival de películas para niños. Uno de sus atractivos turísticos principales es el Sitio histórico marítimo de Pointe-au-Père, centrado en el hundimiento del Empress of Ireland y la estación de control al faro de Pointe-au-Père. Las exposiciones informan del naufragio más fatal del siglo XX después de la tragedia del Titanic.
La ciudad acoge cada año del Salón del libro de Rimouski, el más antiguo de todos los acontecimientos de la clase en Quebec. Se creó en 1964 por un grupo de mujeres apasionadas de literatura y que deseaban volver la literatura más accesible al joven público. El salón presenta cada año más de 125 autores de la región y de otras partes, representando más de 300 editoras del Quebec distribuidas sobre aproximadamente 75 casetas. Soportado por Patrimonio de Canadá, el Consejo de las Artes del Canadá, la Sociedad de desarrollo de las empresas culturales del Quebec y la ciudad de Rimouski, el acontecimiento atrae a más de a 8000 visitantes cada año en el mes de noviembre.
Además, los deportes son omnipresentes con, entre otras cosas, el club de hockey L'Océanic que forma parte de la Liga de hockey joven principal de Quebec desde 1995. El club es campeón joven canadiense en 2000 y vicecampeón en 2005 (Corte Memorial).

## Educación
Capital administrativa de la región de Bas-Saint-Laurent, ciudad comercial y marítima, Rimouski también es una auténtica ciudad de estudiantes, con la animación propia de más de 15.000 estudiantes de todos los niveles. No es exagerado hablar de “ciudad estudiantil” al considerar que la población estudiantil constituye casi un tercio de la población total de la ciudad de 50.000 habitantes. En esta ciudad se encuentra asimismo la sede de una importante empresa de comunicaciones, TELUS.
|  | Universidad                       | Fundación | Acrónimo | Tipo    |
|  | --------------------------------- | --------- | -------- | ------- |
|  | Universidad de Quebec en Rimouski | 1969      | UQAR     | Pública |

También hay el Cegep de Rimouski y el Instituto Marítimo de Quebec en Rimouski.

## Transportes
|  | Aeropuerto             | Código IATA | Código OACI |
|  | ---------------------- | ----------- | ----------- |
|  | Aeropuerto de Rimouski | YXK         | CYXK        |